# 魯斯塔維
魯斯塔維是是格魯吉亞東南部下卡尔特利大区的城市，为该大区的区府。位於首都第比利斯東南25公里的庫拉河畔，面積60.6平方公里，海拔度350米，每年平均降雨量498毫米，2024年人口数量为127,154人，是全國第四大城市。